# Medalhistas olímpicos do triatlo

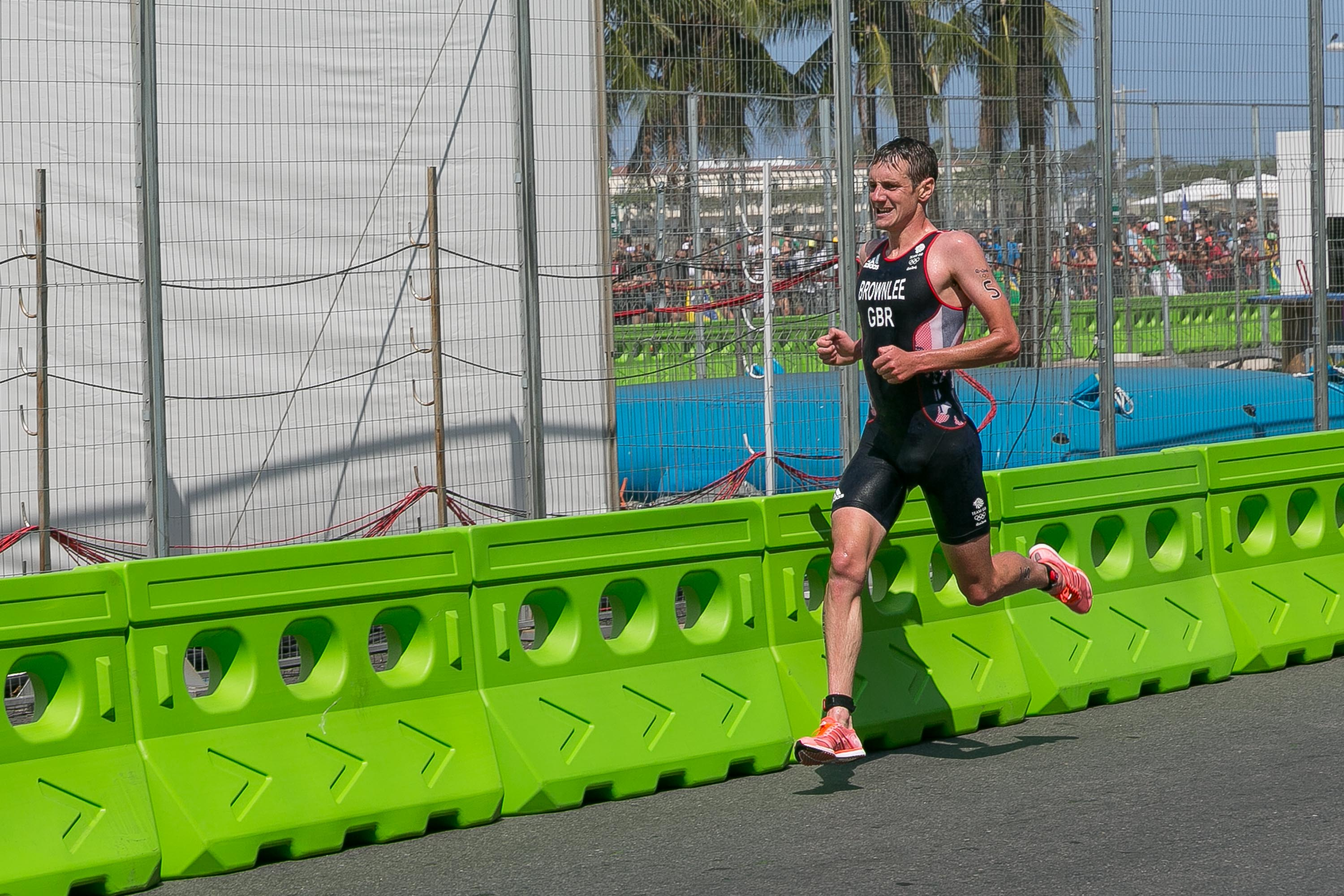
O britânico Alistair Brownlee é o unico com mais de um título olímpico no triatlo inidivudual

O triatlo é um esporte individual disputado em Jogos Olímpicos nas provas individuais masculina, feminina e revezamento misto. Combina as atividades de natação, ciclismo e corrida. Estes são os medalhistas olímpicos do esporte:

## Masculino

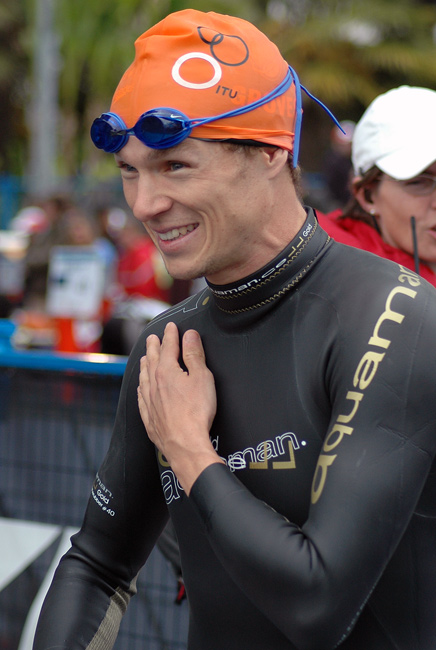
Simon Whitfield, o primeiro triatleta campeão olímpico entre os homens

| Evento                  | Ouro                               | Prata                              | Bronze                             |
| ----------------------- | ---------------------------------- | ---------------------------------- | ---------------------------------- |
| Sydney 2000 (detalhes)  | Simon Whitfield CAN Canadá         | Stephan Vuckovic GER Alemanha      | Jan Řehula CZE República Checa     |
| Atenas 2004 (detalhes)  | Hamish Carter NZL Nova Zelândia    | Bevan Docherty NZL Nova Zelândia   | Sven Riederer SUI Suíça            |
| Pequim 2008 (detalhes)  | Jan Frodeno GER Alemanha           | Simon Whitfield CAN Canadá         | Bevan Docherty NZL Nova Zelândia   |
| Londres 2012 (detalhes) | Alistair Brownlee GBR Grã-Bretanha | Javier Gómez Noya ESP Espanha      | Jonathan Brownlee GBR Grã-Bretanha |
| Rio 2016 (detalhes)     | Alistair Brownlee GBR Grã-Bretanha | Jonathan Brownlee GBR Grã-Bretanha | Henri Schoeman RSA África do Sul   |
| Tóquio 2020 (detalhes)  | Kristian Blummenfelt NOR Noruega   | Alex Yee GBR Grã-Bretanha          | Hayden Wilde NZL Nova Zelândia     |
| Paris 2024 (detalhes)   | Alex Yee GBR Grã-Bretanha          | Hayden Wilde NZL Nova Zelândia     | Léo Bergère FRA França             |

## Feminino

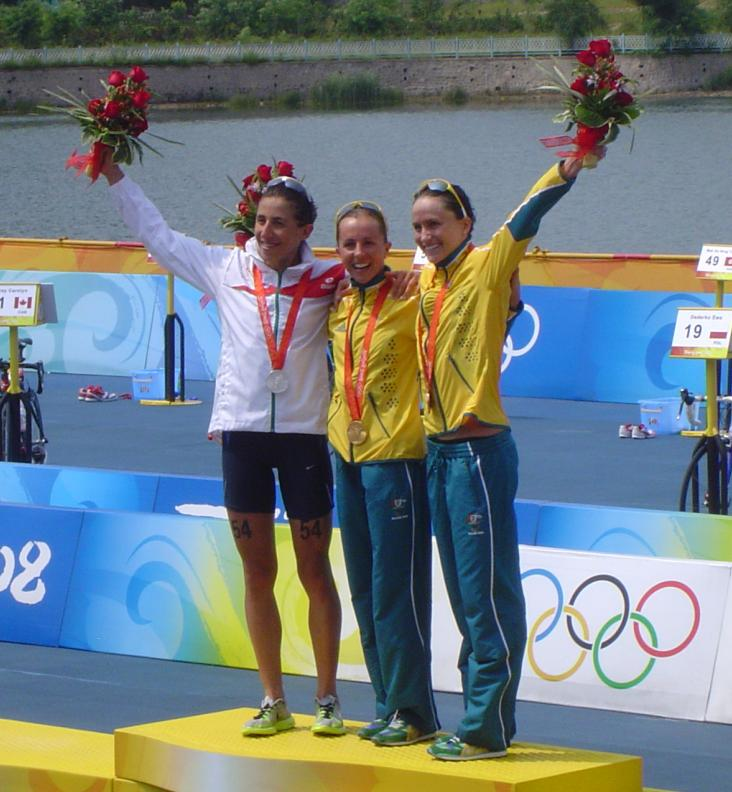
Pódio da prova feminina nos Jogos de 2008

| Evento                  | Ouro                              | Prata                                 | Bronze                            |
| ----------------------- | --------------------------------- | ------------------------------------- | --------------------------------- |
| Sydney 2000 (detalhes)  | Brigitte McMahon SUI Suíça        | Michellie Jones AUS Austrália         | Magali Messmer SUI Suíça          |
| Atenas 2004 (detalhes)  | Kate Allen AUT Áustria            | Loretta Harrop AUS Austrália          | Susan Williams USA Estados Unidos |
| Pequim 2008 (detalhes)  | Emma Snowsill AUS Austrália       | Vanessa Fernandes POR Portugal        | Emma Moffatt AUS Austrália        |
| Londres 2012 (detalhes) | Nicola Spirig SUI Suíça           | Lisa Nordén SWE Suécia                | Erin Densham AUS Austrália        |
| Rio 2016 (detalhes)     | Gwen Jorgensen USA Estados Unidos | Nicola Spirig SUI Suíça               | Vicky Holland GBR Grã-Bretanha    |
| Tóquio 2020 (detalhes)  | Flora Duffy BER Bermudas          | Georgia Taylor-Brown GBR Grã-Bretanha | Katie Zaferes USA Estados Unidos  |
| Paris 2024 (detalhes)   | Cassandre Beaugrand FRA França    | Julie Derron SUI Suíça                | Beth Potter GBR Grã-Bretanha      |

## Revezamento misto
| Evento                 | Ouro                                                                            | Prata                                                                       | Bronze                                                                    |
| ---------------------- | ------------------------------------------------------------------------------- | --------------------------------------------------------------------------- | ------------------------------------------------------------------------- |
| Tóquio 2020 (detalhes) | Jess Learmonth Jonathan Brownlee Georgia Taylor-Brown Alex Yee GBR Grã-Bretanha | Katie Zaferes Kevin McDowell Taylor Knibb Morgan Pearson USA Estados Unidos | Léonie Périault Dorian Coninx Cassandre Beaugrand Vincent Luis FRA França |
| Paris 2024 (detalhes)  | Tim Hellwig Lisa Tertsch Lasse Lührs Laura Lindemann GER Alemanha               | Seth Rider Taylor Spivey Morgan Pearson Taylor Knibb USA Estados Unidos     | Alex Yee Georgia Taylor-Brown Sam Dickinson Beth Potter GBR Grã-Bretanha  |